# 波利略島
波利略島是菲律賓東北的島嶼，面積615.3平方公里，主要以崎嶇丘陵為主，島上最高點海拔350米。波利略島沒有旱季，而大部分降雨集中在十一月到一月。該島分為三個直轄市，2007年島上人口63,448。

## 外部連結
- Philippine Standard Geographic Code （页面存档备份，存于）
- 2000 Philippine Census Information
- Wildlife and Conservation in the Polillo Islands （页面存档备份，存于）

14°50′N 121°57′E / 14.833°N 121.950°E